# Ellington Lee Ratliff
Ellington Lee Ratliff (Los Ángeles, 14 de abril de 1993) es un actor, músico y bailarín estadounidense. Ellington, o más conocido como Ratliff, era el baterista y corista de la banda estadounidense R5, junto a los hermanos de la familia Lynch: Riker Lynch, Rocky Lynch, Ross Lynch y Rydel Lynch. Actualmente es solista y ya cuenta con dos canciones con sus videoclips llamadas: EMT y Sun To Rise!.

## Vida personal
Ellington Ratliff, nació y creció en Los Ángeles, California, es hijo de George Ratliff y Cheryl Baxter-Ratliff. Su madre y su abuela son maestras de danzas, de ahí sus dotes artísticos. De niño siempre mostró amor por las artes, así que decidió aprender a tocar la guitarra. Más tarde comenzó a interesarse por la batería y llegó a ser profesional.
Sus padres se conocieron en un show de Broadway llamado "Sophisticated Ladies". La música era de Duke Ellington, de allí su nombre, Lee es el nombre del padre de Cheryl. Ellington es único hijo del matrimonio de George y Cheryl, pero George antes de casarse con Cheryl, tuvo otra esposa con la que tuvo tres hijos. Los tres actuaron en "Mighty Ducks Disney Movie".
Actualmente está felizmente casado con Dani Ratliff, contrajo matrimonio el 27 de septiembre de 2021.

## Inicios de su carrera
Al principio de su carrera, era miembro del equipo de danza del programa “So You Think You Can Dance”, junto a los hermanos Lynch.
Conoció a los hermanos Lynch en la compañía de danza "The Rage" . Ahí compartieron más de un año trabajando juntos.
Empezó tocando la guitarra, y después tomó clases de batería. Los hermanos Lynch empezaban a interesarse y aprender sobre música y cuando se enteraron de que Ratliff sabía tocar la batería, no dudaron en integrarlo al grupo, así, el nombre "R5" quedó completo otra vez. 
Ellington lleva el baile en sus raíces: su madre es coreógrafa y su abuela, de 85 años, tiene un estudio de danzas, donde sigue enseñando a 200 alumnos por día.
Ha estado en televisión como en los Muppets y en un capítulo Piloto de Victorious.
Se le ha escuchado cantar covers alrededor de su carrera. En el 2010 cantaba "Sunday Morning" de Maroon5, en el 2013 y 2014 cantó a dúo con su novia, Rydel "Sleeping With a Friend" de Neon Trees y "Seven Nation Army" de The White Stripes.
Finalmente, la cuenta oficial de R5 publicó un video de él cantando junto a Rydel el coro de "Portugal" de The Walk The Moon ya que en ese momento se encontraban en las calles de ese país formando parte de su gira por Europa "Sometime Last Night Tour"

## Filmografía
| Año  | Título          | Personaje        | Notas                                                                                  |
| ---- | --------------- | ---------------- | -------------------------------------------------------------------------------------- |
| 2001 | All You Need    | Robbie Crenshaw  |                                                                                        |
| 2009 | Eastwick        | Adolescente      | "Mooning and Crooning" (Temporada 1, episodio 5)                                       |
| 2010 | Victorious      | Ian              | "Pilot" (Temporada 1, episodio 1)                                                      |
| 2011 | Raising Hope    | Son              | "It's a Hopeful Life" (Temporada 2, episodio 10)                                       |
| 2011 | The Muppets     | Cameo            |                                                                                        |
| 2012 | My Uncle Rafael | Fotógrafo        | Cameo                                                                                  |
| 2013 | Red Scare       | Huey Miller 2014 | "The Nuclear Club" (Temporada 1, episodio 1) "Brinksmanship" (Temporada 1, episodio 4) |

## Discografía

### Con R5
Álbumes de estudio
- 2013: Louder
- 2015: Sometime Last Night

EP
- 2010: Ready Set Rock
- 2013: Loud
- 2014: Live in London
- 2014: Heart Made Up On You
- 2017: New Addictions

### Con Ellington
EP
- 2020: EMT
- 2021: Sun To Rise
- 2021: ELLINGTON